# Anthocyanin
Anthocyaniner (af græsk anthos ="blomst" + kyanos ="blå") er en stor gruppe farvestoffer. De tilhører gruppen af flavonoider og består af en flavonon-del (en anthocyanidin) og en kulhydrat-del. Farvestofferne optræder i mange rød-blå nuancer og findes vidt udbredt i planteriget som vandopløselige pigmenter. Farvestoffernes nuancer afhænger af surhedsgraden i plantevævet.

## Anthocyaniner i planter
Anthocyaniner tilhører en klasse af molekyler kaldet flavonoider, som syntetiseres via phenylpropanoid-syntesevejen. De findes i vævene af næsten alle karplanter, inklusiv blade, stængler, rødder, blomster og frugter. Dog findes anthocyaniner ikke i nellike-ordenen, hvor de erstattes af betalainer. Anthocyaniner og betalainer er aldrig blevet fundet i den samme plante.
Anthocyaniner giver farve til blomsterne af mange planter, så som mange Meconopsis arter og kultivarer. Anthocyaniner er også blevet fundet i mange tulipaner, så som Tulipa gesneriana, Tulipa fosteriana ogTulipa eichleri.
| Plante                           | Total mængde anthocyanin i 100 g (mg) | Plante          | Total mængde anthocyanin i 100 g (mg) |
| -------------------------------- | ------------------------------------- | --------------- | ------------------------------------- |
| Æble (Fuji, Gala, Red delicious) | 1,8; 3,2; 17                          | Stikkelsbær     | 6,43                                  |
| Brombær                          | 353                                   | Surbær (Aronia) | 2147, 1480                            |
| Hyldebær                         | 1993                                  | Fersken         | 4,7                                   |
| Tranebær                         | 133                                   | Blåbær (vild)   | 705, 558                              |
| Aubergine                        | 35,1                                  | Blåbær (dyrket) | 529                                   |
| Blomme                           | 12,5                                  | Rødkål          | 113                                   |
| Rødløg                           | 38,8                                  | Pistacie        | 2,1                                   |
| Acai                             | 410                                   | Sort revling    | 4,180                                 |
| Sorte hindbær                    | 589                                   | Sorte ris       | 60                                    |
| Kirsebær                         | 122                                   | Sorte bønner    | 213                                   |

Der er mange arter, som er rige på anthocyaniner: Vaccinium arter så som blåbær og tranebær; Rubus arter så som hindbær og brombær; solbær, kirsebær, aubergine-skræl, sorte ris, ube/lilla sød kartoffel, concord-druer, muscadin-druer, rødkål, rød-kødet ferskner og æbler. Der er mindre anthocyaniner i bananer, asparges, ærter, fennikel og pære.
Den højeste mængde anthocyanin er blevet fundet i frøskallen af sorte sojabønner (Glycine max L. Merr.) med ca. 2 g pr. 100 g, samt surbær (~1,5-2 g), hyldebær (~2 g) og sort revling (~4,2 g). Pga. forskelle i prøvetagning, -forbederelse, -analyse og -ekstraktion mht. anthocyanin-indhold  kan værdier fra forskellige studier dog ikke direkte sammenlignes.

### Farven af efterårsblade
De røde og lilla farver af visnende blade om efteråret stammer fra anthocyaniner. Anthocyaninerne findes normalt ikke i bladene, men begynder at blive produceret i sensommeren. Ligeledes findes der også carotenoider i disse efterårsblade, som er gule og orange plantepigmenter. Tilsammen er anthocyaniner og carotenoider ansvarlige for de mange farver set på visnende efterårsblade.

### I bladene af spiselige planter
Mængden af anthocyanin i bladene af farverige planter så som lilla korn, blåbær og tyttebær er omkring ti gange højere end i de spiselige kerner eller frugt. 

## Anthocyaniner som tilsætningsstoffer
Anthocyaniner er godkendt som tilsætningsstof (specifikt som farve) i EU og har E-nummeret E163. I 2013 observerede et ekspertpanel for Den Europæiske Fødevaresikkerhedsautoritet, at anthocyaniner fra adskillige frugter og grøntsager ikke havde været undersøgt nøje nok mht. sikkerhed og toksikologi til deres brug som tilsætningsstoffer. Baseret på et sikkert, historisk brug af rød drue-skindsekstrakter og solbærsekstrakter som farvestof i Europe, konkluderede panelet at brugen af anthocyaniner fra rød drue og solbær er sikkert. Dog kunne ingen konklusioner dannes for andre kilder af anthocyanin.

## Kemiske egenskaber af anthocyanin
Anthocyaniner stammer fra anthocyanidiner, en form for flavonoider, som blot er blevet molekylært bundet til sukre ved en R-gruppe (se tabel).
| Anthocyanidin | Grundstruktur                                     | R3′   | R4′ | R5′   | R3  | R5    | R6  | R7    |
| ------------- | ------------------------------------------------- | ----- | --- | ----- | --- | ----- | --- | ----- |
| Aurantinidin  | Grundstruktur der Anthocyane: das Flavyliumkation | −H    | −OH | −H    | −OH | −OH   | −OH | −OH   |
| Cyanidin      | Grundstruktur der Anthocyane: das Flavyliumkation | −OH   | −OH | −H    | −OH | −OH   | −H  | −OH   |
| Delphinidin   | Grundstruktur der Anthocyane: das Flavyliumkation | −OH   | −OH | −OH   | −OH | −OH   | −H  | −OH   |
| Europinidin   | Grundstruktur der Anthocyane: das Flavyliumkation | −OCH3 | −OH | −OH   | −OH | −OCH3 | −H  | −OH   |
| Luteolinidin  | Grundstruktur der Anthocyane: das Flavyliumkation | −OH   | −OH | −H    | −H  | −OH   | −H  | −OH   |
| Pelargonidin  | Grundstruktur der Anthocyane: das Flavyliumkation | −H    | −OH | −H    | −OH | −OH   | −H  | −OH   |
| Malvidin      | Grundstruktur der Anthocyane: das Flavyliumkation | −OCH3 | −OH | −OCH3 | −OH | −OH   | −H  | −OH   |
| Peonidin      | Grundstruktur der Anthocyane: das Flavyliumkation | −OCH3 | −OH | −H    | −OH | −OH   | −H  | −OH   |
| Petunidin     | Grundstruktur der Anthocyane: das Flavyliumkation | −OH   | −OH | −OCH3 | −OH | −OH   | −H  | −OH   |
| Rosinidin     | Grundstruktur der Anthocyane: das Flavyliumkation | −OCH3 | −OH | −H    | −OH | −OH   | −H  | −OCH3 |

Den sukkerfri aglycon, anthocyanidin-skelettet, er typisk glycosyleret i R3 og R5, men kan alternativt være glycosyleret i R7 og/eller R4'.

### pH-stabilitet
Anthocyaniner begynder generelt at nedbryde ved højere pH. Nogle anthocyaniner modstår dog nedbrydelse ved fx pH 8, så som petanin, og kan bruges som fødevare-farve.
Anthocyanins generally are degraded at higher pH. However, some anthocyanins, such as petanin (petunidin 3-[6-O-(4-O-(E)-p-coumaroyl-O-α-l-rhamnopyranosyl)-β-d-glucopyranoside]-5-O-β-d-glucopyranoside), are resistant to degradation at pH 8 and may be used effectively as a food colorant.

### Brug som pH-indikator
Anthocyaniner kan bruges som pH-indikatorer, da deres farve skifter med pH. De er røde eller pinke i syrlige opløsninger (pH < 7), lilla i neutrale opløsninger (pH ≈ 7), grøn-gule i basiske opløsninger (pH > 7) og farveløse i meget basiske opløsninger.

## Ekstern henvisning
- Kemien bag blomsters farvestoffer Arkiveret 5. marts 2016 hos  Wayback Machine
- Anthocyaniner og anthocyanidiner i fødevarer